# Pohanokřesťané
Pohanokřesťané jsou vyznavači křesťanství, kteří etnicky nepocházejí z židovského národa a nejsou tedy židokřesťané.
Český teolog Ctirad Václav Pospíšil upřednostňuje v tomto významu neologismus etnokřesťané, což zdůvodňuje tím, že pohanokřesťané jsou přísně vzato pouze ti křesťané, kteří se na křesťanskou víru obrátili z pohanství. Protože první křesťané nežidovského původu se rekrutovali ze sympatizantů s judaismem a měli těsnější nebo volnější předchozí kontakt s místní synagógou, jejímiž členy již nebyli vnímání jako pohané, ale jako „bohabojní“ (hebrejsky יִרְאֵי אֲדֹנָי‎, Jir’ej Adonaj) neboli lidé z národů, kteří věří „v jediného Boha“, má být podle jeho názoru vhodnější označovat křesťany nežidovského původu za „etnokřesťany“.